# Marc Broos

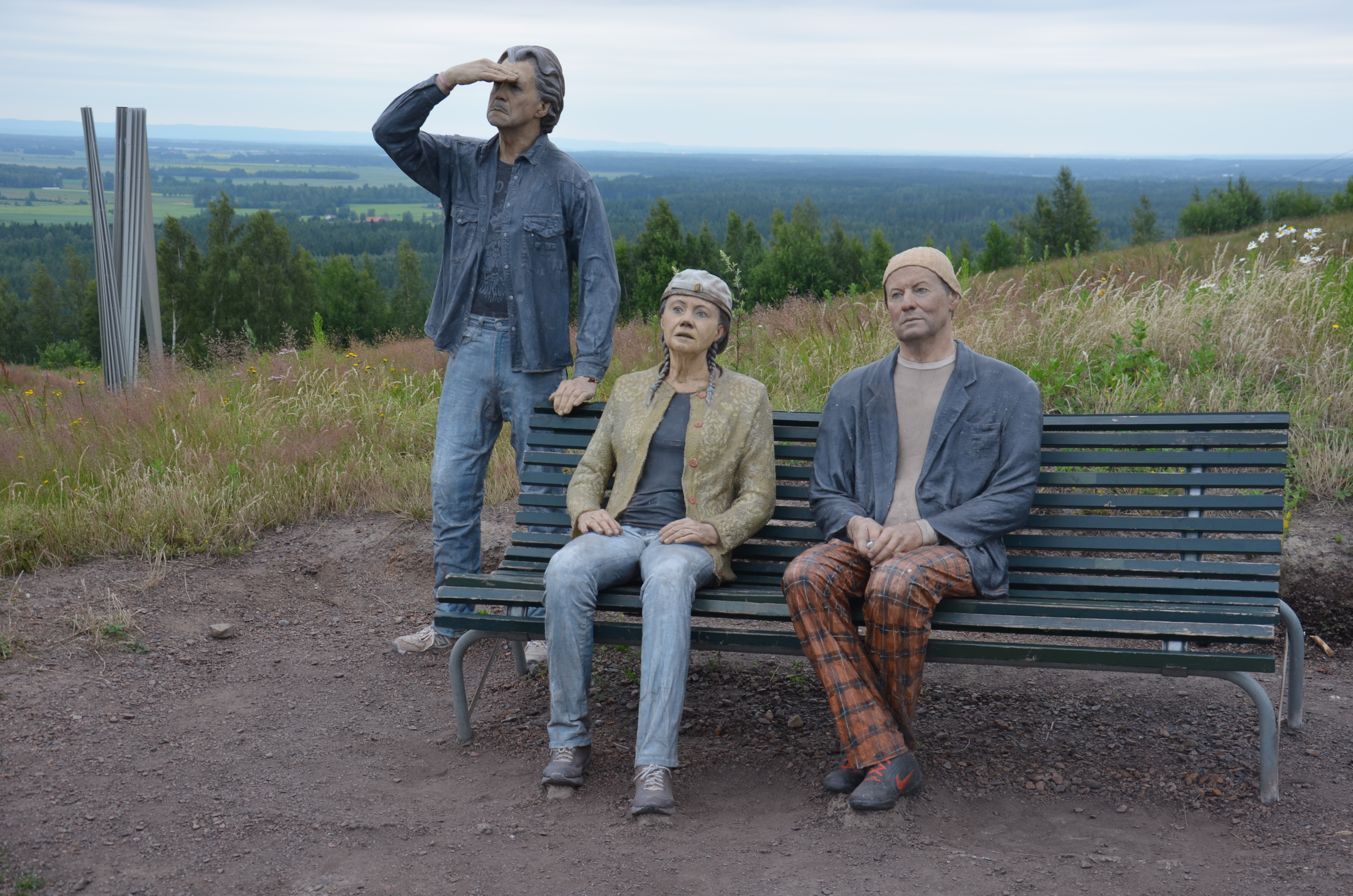
Var finns konstverket? (vertaald: Waar is het kunstwerk?), een installatie van Marc Broos

Marc Huibrecht Louis Broos (Eindhoven, 20 april 1945) is een Nederlands-Zweeds beeldhouwer, kunstschilder en graficus.
Broos studeerde kunst te 's-Hertogenbosch. Hij vestigde zich in Värmland (Zweden) tijdens de vroege jaren 1980. Daar richtte hij in 1998 samen met zijn vrouw Karin Broos - tevens een kunstenares - het kunstproject Alma Löv Museum op.